# Святловский, Евгений Владимирович
Евге́ний Влади́мирович Святло́вский (1854—1914) — доктор медицины, писатель, переводчик.

## Биография
Родился в 1854 году в семье Владимира Викентьевича Святловского; брат Владимира Владимировича Святловского и Александры Владимировны Святловской.
Окончил медицинский факультет Московского университета. В 1881 году защитил диссертацию «Материалы по вопросу о санитарном положении русского крестьянства».
В 1882—1884 годах издавал и редактировал в Санкт-Петербурге журнал «Военно-санитарное дело», а затем основанный им журнал земской медицины «Земский врач» (в Чернигове, потом в Полтаве). Был черниговским фабричным инспектором, директором губернской полтавской земской больницы и фельдшерской школы при ней. Состоял членом редакций небольших провинциальных изданий «Хуторянин» и «Приднепровский край».
В начале XX века переехал в Санкт-Петербург; занимался переводами и сочинением рассказов. Не оставляя литературной деятельности, занимал в 1910—1912 гг. выборное место секретаря Императорского вольного экономического общества.
Умер в Санкт-Петербурге, похоронен на Волковском православном кладбище, место захоронения — Литераторские мостки.

### Сочинения
- Материалы по вопросу о санитарном положении русского крестьянства : Медико-топографическое описание Волчанского уезда Харьковской губернии: Дис. на степ. д-ра мед. Евгения Святловского. — Харьков, 1887;
- Земская медицина в Черниговской губернии в 1886 г. (По отчетам делегатов 4-му Очеред. губ. съезду врачей) / [Соч.] Е. В. Святловского. — Чернигов: ред. «Зем. сб.», 1889. — [2], 38 с., 1 л. карт.;
- К статистике населения Черниговской губернии. — Чернигов: тип. Губ. прав., ценз. 1889. — 18 с.;
- Свод сведений о ходе заразных болезней в Черниговской губернии в 1889 г.; О степени распространения сифилиса в Черниговской губернии: ([Докл.] губ. зем. врача 5 Съезду зем. врачей и представителей уезд. земств Черниг. губ.). — Чернигов: Зем. тип., 1890. — 64, 18 с.
- По поводу статьи г. Уварова [озаглавленной «По поводу инсинуаций газеты Земский врач»] / [Е. Святловский]. — Чернигов: Зем. тип., ценз. 1891. — 19 с.;
- Смертность в Черниговской губернии по волостям / Е. В. Святловский. — Чернигов: ред. «Зем. сб. Черниг. губ.», 1893. — [2], 18 с., 1 л. картогр.;
- Полтавская губ. земская больница. Отчёт Полтавской губернской земской больницы, Фельдшерской школы и Оспенного телятника … за 1895 год / [Сост.] Ст. врача Е.В. Святловского. — 1896. — [2], 135 с.
- Применение противодифтерийной сыворотки в Полтавской губернии : [Сообщ. в О-ве полтав. врачей 20 янв. 1896 г.] / [Соч.] Е. Святловского. — Воронеж: типо-лит. В.В. Юркевича, 1896. — 13 с., 1 л. диагр.;
- Скопа [речная : Из охотничьих воспоминаний] / Е. В. Святловский. — Санкт-Петербург: М. Н. Слепцова, ценз. 1903. — 20 с.: ил. — (Книжка за книжкой; Кн. 45).
- Николай Федорович Анненский : (Крат. очерк его деятельности в В.Э. о-ве) / [Е. Святловский]. — [Санкт-Петербург]: типо-лит. Н.Л. Ныркина, [1912]. — 8 с., 1 л. портр.;

### Переводы
Многие переводы были сделаны вместе со старшим братом Владимиром Владимировичем Святловским.
- Учение о повреждениях головы / [Соч.] Д-ра Е. Ф. Бергманна, проф. хирургии в Берлине; Пер. с нем. д-ров В. и Е. Святловских. — Санкт-Петербург : Б. Г. Янпольский, 1883. — XVI, 766 с., 2 л. ил.;
- Основы физических методов лечения / [Соч.] д-ра М. Россбаха, орд. проф. Вюрцбург. ун-та; Пер. с нем. д-ров В. и Е. Святловских. [Ч. 1]. — Санкт-Петербург : журн. «Мед. б-ка», 1881—1883. — 157 с.: ил.;
- Антихрист / Эрнест Ренан; Пер. без всяких сокращений со 2 изд. Е. В. Святловского. — Санкт-Петербург: М. В. Пирожков, 1907. — (4), XXXIV, 425 с.;
- Апостолы / Эрнест Ренан; Пер. без всяких сокращений с 11 изд. Е.В. Святловского. — Санкт-Петербург: М. В. Пирожков, 1907. — [4], XL, 287 с.;
- Книга женской красоты : Дар женщинам / Д-р мед. Мерцбах, Георг[нем.]; Пер. с нем. д-ра мед. Е.В. Святловского. Вып. 1. — Санкт-Петербург: кн. маг. б. В.М. Попова, 1913. — 21.
- Профессиональная гигиена : Гигиена и патология профессий, с общ. очерком средств предупреждать и бороться с вред. сторонами проф. занятий / А. Лайе, проф. гигиены в Бордо; Пер. с согласия авт. и с доб., сдел. им специально для рус. изд. д-ра В.В. Святловского, фаб. инсп. Варшав. окр., и д-ра Е.В. Святловского, п. фаб. инсп. Харьк. окр. — Варшава : тип. К. Ковалевского, 1888.  XVI, 635 с.;
- Жизнь Иисуса : С портр. Ренана, исполн. гелиогравюрою / Эрнест Ренан; Пер. без всяких сокращений с 19 пересм. и доп. изд. Е.В. Святловского. — Санкт-Петербург: М. В. Пирожков, 1906. — [8], LXXIV, 413 с., 1 л. фронт. (портр.);
- Брат и сестра: Роман / Берч, Гуго[нем.]; Пер. с нем. Е. Святловского; [Предисл.: Адольф Вильбрандт]. — Санкт-Петербург : ред. журн. «Всемир. вестн.», 1905. — [2], 135 с.;
- Симуляция чудесного / Сентив, Пьер; Пер. с фр. д-ра мед. Е.В. Святловского; С предисл. д-ра П. Жане, проф. психологии в Collège de France. — Санкт-Петербург: Н. И. Романов, 1914. — 312 с.
- Полное собрание сочинений / Гюи де Мопассан; новые пер. с послед. (юбил.) изд. Александры Чеботаревской, З. Венгеровой, Сергея Городецкого [и др.]. — Санкт-Петербург: Шиповник, [1910—1916], Наше сердце / Пер. Е.В. Святловского. — [1911]. — 242 с.